# Chora róża
Chora róża (ang. The Sick Rose) – wiersz angielskiego poety Williama Blake’a z cyklu Pieśni doświadczenia opublikowanego w 1794 roku. To jeden z najbardziej znanych utworów poety obok Tygrysa i Baranka.

## Charakterystyka ogólna
Utwór został zamieszczony – podobnie jak inne wiersze poety – na ręcznie ilustrowanej stronie. Jest on krótki – liczy tylko osiem wersów.
O Rose thou art sick.
The invisible worm,
That flies in the night
In the howling storm:

## Forma
Wiersz składa się z dwóch strof czterowersowych rymowanych xaxa xbxb (rymowanie niezupełne). Wersy są dwuakcentowe. Przeważa schemat sSssS.

## Treść
Treść utworu jest – jak zwykle u Blake’a – tajemnicza i wieloznaczna. Wiersz jest bezpośrednim zwrotem do róży, która choruje z powodu jakiegoś niewidzialnego robaka, który spoczął na jej płatkach. Jedną z możliwych interpretacji jest przesłanie o niszczącej sile miłości, która szkodzi obiektowi swojego zafascynowania.
Has found out thy bed
Of crimson joy:
And his dark secret love
Does thy life destroy.

## Przekłady
Wiersz Chora róża należy od najczęściej przekładanych utworów Williama Blake’a. Tłumaczyli go między innymi Jerzy Pietrkiewicz, Stanisław Barańczak, Jolanta Kozak, Adam Pomorski, Józef Waczków, Ewa Elżbieta Nowakowska i Wiktor Jarosław Darasz.